# Snovsk
Snovsk (tiếng Ukraina: Сновськ) là một thành phố của Ukraina. Thành phố này thuộc tỉnh Chernihiv. Thành phố này có diện tích ? km2, dân số theo điều tra dân số năm 2001 là 12315 người.